# Pirottaea inopinata
Pirottaea inopinata är en svampart som beskrevs av Nannf. 1985. Pirottaea inopinata ingår i släktet Pirottaea, ordningen disksvampar, klassen Leotiomycetes, divisionen sporsäcksvampar och riket svampar.   Inga underarter finns listade i Catalogue of Life.